# Dieter Kemper

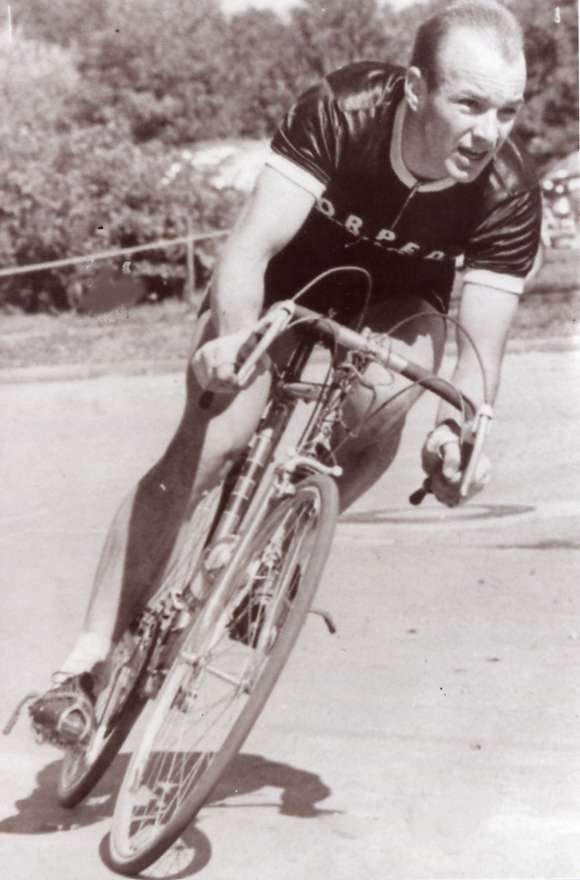
Dieter Kemper

Dieter Kemper (Dortmund, 11 augustus 1937 - Berlin-Pankow, 11 oktober 2018) was een Duits wielrenner die vooral als baanwielrenner actief is geweest.

## Biografie
Kemper was professioneel wielrenner van 1961 tot 1980. Hij was vooral succesvol als zesdaagsewielrenner. Hij nam  aan 165 zesdaagsen deel en heeft in totaal 26 overwinningen op zijn naam staan. Hij neemt hiermee de 18e plaats in op de ranglijst aller tijden. Van deze 26 overwinningen heeft hij er telkens 7 met zijn beide landgenoten Horst Oldenburg en Klaus Bugdahl behaald. 
Als baanrenner was hij ook zeer bedreven in de individuele achtervolging, waarin hij in de jaren 1963 tot 1966 viermaal de nationale titel bij de profs opeiste. Tevens werd hij in de jaren 1968 tot 1974 zesmaal Europees Kampioen halve fond (stayeren) en in 1975 werd hij wereldkampioen in deze discipline. 
In het begin van zijn profloopbaan was hij ook actief op de weg, getuige zijn overwinning in de 1e etappe van de Ronde van Duitsland in 1962 en de 7e etappe van de Ronde van Zwitserland in hetzelfde jaar. 
Hij verhuisde in 2006 met zijn vrouw Carola naar het Nederlandse Julianadorp. Zijn vrouw overleed in 2008, hijzelf in 2018 op 81-jarige leeftijd.

## Overzicht zesdaagse-overwinningen
| Nr. | Jaar | Zesdaagse van  | Samen met        |
| --- | ---- | -------------- | ---------------- |
| 1.  | 1964 | Münster        | Horst Oldenburg  |
| 2.  | 1965 | Berlijn        | Rudi Altig       |
| 3.  | 1965 | Frankfurt      | Rudi Altig       |
| 4.  | 1966 | Keulen         | Rudi Altig       |
| 5.  | 1966 | Bremen         | Rudi Altig       |
| 6.  | 1966 | Münster        | Horst Oldenburg  |
| 7.  | 1967 | Berlijn        | Horst Oldenburg  |
| 8.  | 1967 | Melbourne      | Horst Oldenburg  |
| 9.  | 1967 | Dortmund       | Horst Oldenburg  |
| 10. | 1968 | Melbourne      | Leandro Faggin   |
| 11. | 1969 | Keulen         | Horst Oldenburg  |
| 12. | 1969 | Milaan         | Horst Oldenburg  |
| 13. | 1969 | Berlijn        | Klaus Bugdahl    |
| 14. | 1969 | Zürich         | Klaus Bugdahl    |
| 15. | 1970 | Milaan         | Norbert Seeuws   |
| 16. | 1971 | Groningen      | Klaus Bugdahl    |
| 17. | 1971 | Dortmund       | Klaus Bugdahl    |
| 18. | 1971 | Münster        | Klaus Bugdahl    |
| 19. | 1971 | Zürich         | Klaus Bugdahl    |
| 20. | 1972 | Groningen      | Klaus Bugdahl    |
| 21. | 1973 | Bremen         | Graeme Gilmore   |
| 22. | 1974 | Keulen         | Graeme Gilmore   |
| 23. | 1974 | Castelgomberto | Marino Basso     |
| 24. | 1975 | Dortmund       | Graeme Gilmore   |
| 25. | 1976 | Keulen         | Wilfried Peffgen |
| 26. | 1976 | Kopenhagen     | Graeme Gilmore   |

| Aantal | Samen met                                                           |
| ------ | ------------------------------------------------------------------- |
| 7      | - Horst Oldenburg - Klaus Bugdahl                                   |
| 4      | - Rudi Altig - Graeme Gilmore                                       |
| 1      | - Leandro Faggin - Graeme Gilmore - Marino Basso - Wilfried Peffgen |

## Resultaten in voornaamste wedstrijden op de weg
| Jaar | Ronde van Italië | Ronde van Frankrijk | Ronde van Spanje |
| ---- | ---------------- | ------------------- | ---------------- |
| 1961 |                  | opgave              |                  |

- Gemeinsame Normdatei: 1139066218
- Virtual International Authority File: 8859150470105004330008
- WorldCat: E39PBJgmRjhGTXVd3vhCYRrwmd